# Zenska nogometna liga BiH
Die Ženska nogometna liga BiH (deutsch Frauen-Fußball-Liga Bosnien-Herzegowinas) ist die höchste Spielklasse im bosnisch-herzegowinischen Frauen-Fußball. Sie wird seit der Saison 2001/02 ausgetragen.

## Meister

### Liste
Liste der bisherigen Titelträger:
- 2001/02: NK Iskra Bugojno
- 2002/03: ŽNK SFK 2000 Sarajevo
- 2003/04: ŽNK SFK 2000 Sarajevo
- 2004/05: ŽNK SFK 2000 Sarajevo
- 2005/06: ŽNK SFK 2000 Sarajevo
- 2006/07: ŽNK SFK 2000 Sarajevo
- 2007/08: ŽNK SFK 2000 Sarajevo
- 2008/09: ŽNK SFK 2000 Sarajevo
- 2009/10: ŽNK SFK 2000 Sarajevo
- 2010/11: ŽNK SFK 2000 Sarajevo
- 2011/12: ŽNK SFK 2000 Sarajevo
- 2012/13: ŽNK SFK 2000 Sarajevo
- 2013/14: ŽNK SFK 2000 Sarajevo
- 2014/15: ŽNK SFK 2000 Sarajevo
- 2015/16: ŽNK SFK 2000 Sarajevo
- 2016/17: ŽNK SFK 2000 Sarajevo
- 2017/18: ŽNK SFK 2000 Sarajevo
- 2018/19: ŽNK SFK 2000 Sarajevo
- 2019/20: ŽNK SFK 2000 Sarajevo
- 2020/21: ŽNK SFK 2000 Sarajevo
- 2021/22: ŽNK SFK 2000 Sarajevo
- 2022/23: ŽNK SFK 2000 Sarajevo
- 2023/24: ŽNK SFK 2000 Sarajevo

### Rekordsieger
| Titel | Verein                | Letzter Titel |
| ----- | --------------------- | ------------- |
| 22×   | ŽNK SFK 2000 Sarajevo | 2024          |
| 01×   | NK Iskra Bugojno      | 2002          |